# Šenk
Šenk je priimek več znanih Slovencev:
- Dragana Kraigher Šenk (1937—1985), pravnica, sociologinja, založnica
- Francka Šenk, pevka sopranistka
- Janez Šenk (1921—2001), režiser, direktor Drame
- Leon Šenk (1926—2013), veterinar, univ. profesor
- Maja Šenk Hafner (1932—2024), biologinja, kustosinja
- Matija Šenk, zavarovalničar
- Nina Šenk (*1982), skladateljica, članica SAZU
- Nuša Šenk (*1981), manekenka in televizijska voditeljica
- Peter Šenk, arhitekt, teoretik, prof. FG UM
- Tatjana Šenk, arhivistka
- Tereza Šenk, farmacevtka
- Vladimir Šenk - Gaber (1904—81?), politik, gospodarstvenik
- Vladimir Baltazar Šenk (1902—1969), pravnik, publicist (o Kongresu Svete alianse)